# (37221) 2000 WA142
2000 WA142 (asteroide 37221) é um asteroide da cintura principal. Possui uma excentricidade de 0.07059340 e uma inclinação de 16.14721º.
Este asteroide foi descoberto no dia 20 de novembro de 2000 por LONEOS em Anderson Mesa.